# Käringöns socken
Käringöns socken i Bohuslän ingick i Orusts västra härad, ingår sedan 1971 i Orusts kommun och motsvarar från 2016 Käringöns distrikt.
Den ligger i Skagerack väster om Orust, och består av flera kala öar och holmar, varav endast ön Käringön, med Käringöns kyrka, är bebodd. Den mest kända av de andra öarna är fyrplatsen Måseskär.
Socknens areal är 2,4 kvadratkilometer. År 2000 fanns här 117 invånare.

## Administrativ historik
Käringöns församling bildades 19 november 1795 som kapellförsamling genom utbrytning ur Morlanda församling, men fortsatte att tillhöra Morlanda jordebokssocken.
Vid inrättandet av Sveriges kommuner 1863 inrättades Käringöns landskommun. 
Sockenstämmoprotokoll finns för åren 1810–1862. Församlingens status ändrades 1924 då den blev annexförsamling i Morlanda pastorat, och samma år blev den också en egen jordebokssocken.
Kommunen inkorporerades 1952 i Morlanda landskommun som i sin tur 1971 uppgick i Orusts kommun. Församlingen uppgick 2006 i Morlanda församling.
Församlingen upphörde 2006 och återgick då till Morlanda församling.
1 januari 2016 inrättades distriktet Käringön, med samma omfattning som församlingen hade 1999/2000.  
Socknen har tillhört län, fögderier, tingslag och domsagor enligt vad som beskrivs i artikeln Orusts västra härad.

## Fornlämningar
Tomtningar har påträffats.

## Befolkningsutveckling
Befolkningen ökade från 354 år 1810 till 650 1910 varefter den minskade till 125 1980 då den var som minst under 1900-talet.

## Namnet
Namnet skrevs 1659 Kierlingöon och kommer från önamnet och innehåller käring i betydelsen '(vitmålat) röse till ledning för sjöfarande.